# Just Eat
Just Eat est une entreprise britannique de livraison de plats cuisinés Elle opère dans 16 pays d'Europe, en Asie, en Océanie et aux Amériques.
Le groupe réalise 60% de son chiffre d'affaires aux États-Unis, au Canada et au Royaume-Uni.
À partir de 2025, il est coté à la bourse d'Euronext d'Amsterdam, après son retrait de la bourse de Londres.

## Histoire
En 2012, Just Eat, groupe britannique leader mondial de la livraison de repas en ligne, commence à racheter Allo Resto. Just Eat est présent dans douze pays avec les marques Just Eat (Italie, France, Espagne, Royaume-Uni, Irlande, Norvège, Danemark et Inde), SkipTheDishes (Canada), MenuLog (Australie et Nouvelle-Zélande)  , Eat.ch (Suisse), IFood (Brésil), Sin Delantal (Mexique), 10bis (Israël), Lieferando (Allemagne) et Takeaway (Belgique).
En juillet 2019, Takeaway annonce l'acquisition de Just Eat pour 8,2 milliards de livres. À la suite de cette acquisition, les actionnaires de Just Eat détiendront 52,2 % du nouvel ensemble. Après une bataille d'offres et de contre-offre contre Prosus, pour le contrôle de Just Eat, Takeaway annonce en janvier 2020, que son offre est acceptée par les actionnaires de Just Eat. L'ensemble aura un chiffre d'affaires cumulé de 1,21 milliard d'euros.

## Modèle économique
Comme ses concurrents, Just Eat est structuré sur le modèle du marketplace. Il prend 30 % de commission aux petits restaurateurs par commande et fait payer en parallèle la livraison à ses clients, calculé sur des critères tels que la distance, l'heure, la période, le nombre de colis. La plateforme fournit aussi les outils de numérisation du restaurant avec site web, application, réseaux sociaux et tablette, imprimante, ainsi qu'un service clients et restaurants[réf. nécessaire]. Les grosses structures, comme McDonald's, KFC et Burger King, ont des accords spécifiques avec des commissions réduites, de l'ordre de 12 à 15 %.

## Actionnaires
Au 22 avril 2019.
| Nom                              | Actions    | %    |
| STM Fidecs Trust                 | 91 472 442 | 13,4 |
| Capital Research & Management    | 61 509 427 | 9,03 |
| Baillie Gifford                  | 34 185 882 | 5,02 |
| FIL Investment Advisors          | 33 731 946 | 4,95 |
| MFS International                | 23 512 460 | 3,45 |
| BlackRock Investment Management  | 20 910 773 | 3,07 |
| Deutsche Bank                    | 19 979 688 | 2,93 |
| Standard Life Investments        | 16 961 894 | 2,49 |
| Massachusetts Financial Services | 15 531 499 | 2,28 |
| The Vanguard Group               | 15 196 286 | 2,23 |

## Activité en France

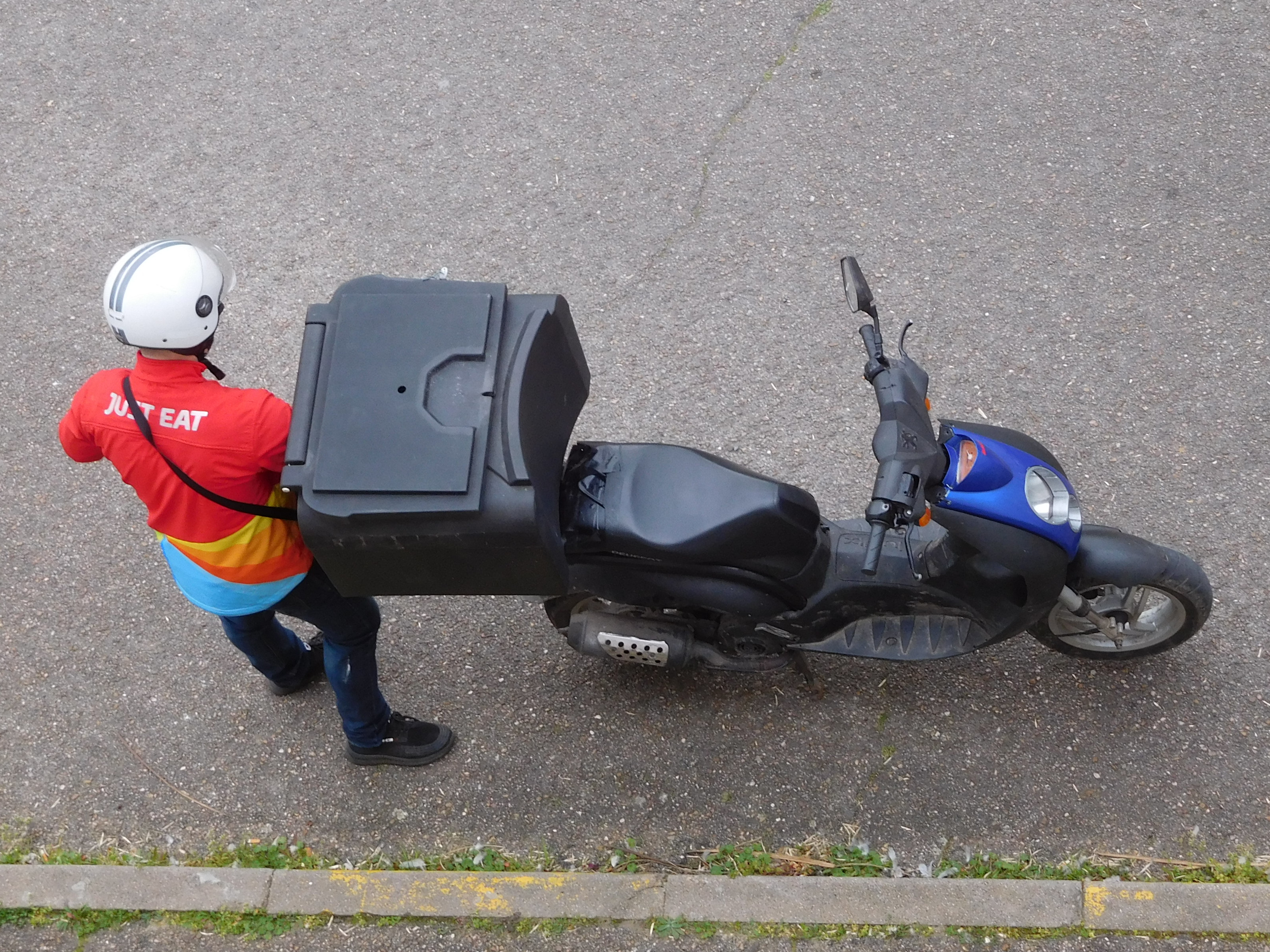
Un livreur aux couleurs de l'entreprise.

En 1998, alors étudiant, Sébastien Forest lève 1,5 million d’euros auprès d’investisseurs anglo-saxons et lance Allo Resto.
En 2011, la société réalise un chiffre d’affaires de 16,5 millions d’euros. Un an plus tard le site référence près de 3 000 restaurants et sert 3,2 millions de repas.
En juillet 2014, Just Eat augmente à 80 % son emprise sur Allo Resto,.
Allo Resto by Just Eat compte 70 salariés répartis au siège social à Paris et dans toute la France. Le directeur général est désormais Gilles Raison.
Eat On Line, filiale en France (RCS 417630514), a réalisé 27 millions d'euros de chiffre d'affaires en 2016, dégagé un bénéfice de 2 millions d'euros et employé 60 salariés.
Le 25 janvier 2018, Allo Resto, après avoir porté le nom Allo Resto by Just Eat durant toute l'année 2017, devient définitivement Just Eat. En janvier 2019, Just Eat annonce l'acquisition de Flyt, une jeune entreprise spécialisée dans la gestion de commande, pour 25 millions d'euros.
Just Eat France s'est associé au fournisseur de paiement BitPay pour permettre à ses utilisateurs de payer en Bitcoin. Les utilisateurs pourront désormais commander des plats dans quinze mille restaurants en France en payant en Bitcoin,.
À la suite du départ de Gilles Raison, c'est dorénavant Méleyne Rabot qui prend la suite. La société annonce le recrutement de 4 500 livreurs en CDI d'ici la fin 2021, un modèle économique tranchant avec ses concurrents où le statut d'auto-entrepreneur est plus courant.
Just Eats, en tant que plateforme de livraison de plats cuisinés, est soumis aux dispositions issues d'un accord de branche signé le 20 avril 2023, entre :
- des organisations représentatives des travailleurs indépendants (Association des VTC de France, Fédération Nationale des autoentrepreneurs et microentrepreneurs, Confédération française des travailleurs chrétiens et Union nationale des syndicats autonomes) ;
- et les organisations représentatives des plateformes de VTC (Association des Plateformes d'Indépendant et Fédération française du transport de personnes sur réservation)[18].

Cet accord fixe pour les livreurs indépendants un tarif horaire minimum de 11,75 euros par heure de travail effective.
La filiale française Scoober (présente uniquement à Paris) est entrée dans des négociations avec les représentants syndicaux dans le cadre d'un PSE. Celui-ci est  prévu pour septembre 2024 et prévoit le licenciement des 117 CDI de la société. Ce PSE fait suite à un vaste PSE en 2022 qui avait touché plus de 300 salariés.

### Le groupe s'arrête en décembre 2024 avec la France
L'entreprise a pris la décision de cesser ses activités en France depuis le 9 décembre 2024. Le service n'accepte plus aucune commande sur le territoire français depuis cette date.